# Cyclassics Hamburg 2017
De 22e editie van de Cyclassics Hamburg, ook bekend onder de sponsornaam EuroEyes Cyclassics, werd verreden op 20 augustus 2017. De wedstrijd maakte deel uit van de UCI World Tour 2017. De titelverdediger was de Australiër Caleb Ewan. Deze werd kwam dit jaar niet verder dan de 32e plaats. Winnaar van deze editie is de Italiaan Elia Viviani.

## Deelnemers
| 18 UCI World Tour-ploegen | 18 UCI World Tour-ploegen | 18 UCI World Tour-ploegen | 3 wildcards                |
| ------------------------- | ------------------------- | ------------------------- | -------------------------- |
| AG2R La Mondiale          | Dimension Data            | Orica-Scott               | CCC Sprandi Polkowice      |
| Astana                    | FDJ                       | Quick-Step Floors         | Gazprom-RusVelo            |
| Bahrein-Merida PCT        | Katjoesja Alpecin         | Sky                       | Cofidis, Solutions Crédits |
| BMC Racing Team           | LottoNL-Jumbo             | Sunweb                    |                            |
| BORA-hansgrohe            | Lotto Soudal              | Trek-Segafredo            |                            |
| Cannondale-Drapac         | Movistar                  | UAE Team Emirates         |                            |
|                           |                           |                           |                            |
|                           |                           |                           |                            |

## Uitslag
| EuroEyes Cyclassics 2017 (220,9 km) |                             |                        |          |
| Plaats                              | Naam                        | Ploeg                  | Tijd     |
| Winnaar                             | Elia Viviani                | Team Sky               | 5u13'52" |
| 2                                   | Arnaud Démare               | FDJ                    | z.t.     |
| 3                                   | Dylan Groenewegen           | Team LottoNL-Jumbo     | z.t.     |
| 4                                   | Alexander Kristoff          | Team Katjoesja Alpecin | z.t.     |
| 5                                   | André Greipel               | Lotto Soudal           | z.t.     |
| 6                                   | Maximiliano Richeze         | Quick-Step Floors      | z.t.     |
| 7                                   | Jasper Stuyven              | Trek-Segafredo         | z.t.     |
| 8                                   | Marko Kump                  | UAE Team Emirates      | z.t.     |
| 9                                   | Nacer Bouhanni              | Cofidis                | z.t.     |
| 10                                  | Rudy Barbier                | AG2R La Mondiale       | z.t.     |
| 11                                  | Sam Bennett                 | BORA-hansgrohe         | z.t.     |
| 12                                  | Jempy Drücker               | BMC Racing Team        | z.t.     |
| 13                                  | Rick Zabel                  | Team Katjoesja Alpecin | z.t.     |
| 14                                  | Niccolò Bonifazio           | Bahrein-Merida         | z.t.     |
| 15                                  | Heinrich Haussler           | Bahrein-Merida         | z.t.     |
| 16                                  | Roberto Ferrari             | UAE Team Emirates      | z.t.     |
| 17                                  | Simone Consonni             | UAE Team Emirates      | z.t.     |
| 18                                  | Roeslan Tleoebajev          | Astana Pro Team        | z.t.     |
| 19                                  | Reinardt Janse Van Rensburg | Team Dimension Data    | z.t.     |
| 20                                  | Quentin Jauregui            | AG2R La Mondiale       | z.t.     |

1996 · 
1997 · 
1998 · 
1999 · 
2000 · 
2001 · 
2002 · 
2003 · 
2004 · 
2005 · 
2006 · 
2007 · 
2008 · 
2009 · 
2010 · 
2011 · 
2012 ·
2013 · 
2014 ·  
2015 ·  
2016 ·  
2017 · 
2018 · 
2019 · 
2020 · 
2021 · 
2022 · 
2023 ·
2024 ·
2025
 Tour Down Under ·
 Great Ocean Road Race ·
 Abu Dhabi Tour ·
 Omloop Het Nieuwsblad ·
 Strade Bianche ·
 Parijs-Nice · 
 Tirreno-Adriatico · 
 Milaan-San Remo ·
 Ronde van Catalonië ·
 Dwars door Vlaanderen ·
 E3 Harelbeke ·
 Gent-Wevelgem ·
 Ronde van Vlaanderen ·
 Ronde van Baskenland ·
 Parijs-Roubaix ·
 Amstel Gold Race ·
 Waalse Pijl ·
 Luik-Bastenaken-Luik ·
 Ronde van Romandië ·
 Rund um den Finanzplatz Eschborn-Frankfurt ·
 Ronde van Italië ·
 Ronde van Californië ·
 Critérium du Dauphiné ·
 Ronde van Zwitserland ·
 Ronde van Frankrijk ·
 Clásica San Sebastián ·
 Ronde van Polen ·
 RideLondon Classic ·
  BinckBank Tour ·
 Ronde van Spanje ·
 EuroEyes Cyclassics ·
 Bretagne Classic ·
 GP van Quebec ·
 GP van Montreal ·
 Ronde van Lombardije ·
 Ronde van Turkije ·
 Ronde van Guangxi